# Eustrotia decissima
Eustrotia decissima är en fjärilsart som beskrevs av Walker 1865. Eustrotia decissima ingår i släktet Eustrotia och familjen nattflyn. Inga underarter finns listade i Catalogue of Life.